# Fabio Rinaldi
Fabio Rinaldi (15 luglio 1973) è un mezzofondista e maratoneta italiano.

## Biografia
Nel 2010 è stato squalificato per due anni per doping.

## Palmarès
| Anno | Manifestazione             | Sede      | Evento      | Risultato | Prestazione | Note |
| ---- | -------------------------- | --------- | ----------- | --------- | ----------- | ---- |
| 2003 | Mondiali di mezza maratona | Vilamoura | Individuale | 54º       | 1h06'26"    |      |
| 2003 | Mondiali di mezza maratona | Vilamoura | A squadre   |           |             |      |

## Campionati nazionali
1998
- 21º ai campionati italiani di maratonina - 1h06'28"

2001
- Bronzo ai campionati italiani assoluti, 10000 m piani - 28'54"10

2002
- Oro ai campionati italiani di maratona - 2h14'40"

2003
- 4º ai campionati italiani assoluti, 10000 m piani - 28'59"03
- 10º ai campionati italiani di maratonina - 1h03'22"

2004
- 6º ai campionati italiani di maratonina - 1h03'40"

## Altre competizioni internazionali
1999
- Argento alla Maratona di Firenze ( Firenze) - 2h17'01"

2000
- 6º alla Milano Marathon ( Milano) - 2h13'23"
- 17º alla Maratona d'Italia ( Carpi) - 2h26'02"
- 80º alla Stramilano ( Milano) - 1h08'11"
- 20º alla BOclassic ( Bolzano) - 30'24"

2001
- 29º alla Maratona di Parigi ( Parigi) - 2h23'21"

2002
- Argento alla Maratona di Firenze ( Firenze) - 2h12'19"
- 8º alla Maratona d'Italia ( Carpi) - 2h14'40"
- 6º al Giro al Sas ( Trento) - 31'30"

2003
- 6º alla Roma-Ostia ( Roma) - 1h01'48"
- 13º al Giro al Sas ( Torino) - 29'40"

2004
- Oro alla Maratona di Treviso ( Treviso) - 2h11'48"

2021
- 4º alla Maratona di Torino ( Torino) - 2h33'45"